# Штаб операций на юге
Штаб операций на юге (араб. غرفة العمليات الجنوبية‎) — сирийская повстанческая коалиция, состоящая из различных вооруженных племен друзов и группировок сирийской оппозиции в южных провинциях Сувайда и Кунейтра. Коалиция была создана 6 декабря 2024 года на юге Сирии во время наступления сирийской оппозиции в 2024 году.

## Создание и структура
6 декабря 2024 года было объявлено, что «Штаб операций на юге» будет состоять из групп под названием «8-я бригада», «Центральный комитет» и других групп, базирующихся в провинциях Сувайда и Кунейтра.
«Штаб операций на юге» подчеркнул свою цель создания «единой и справедливой Сирии» и охарактеризовал свою кампанию как борьбу за «свободу и достоинство». Чтобы предотвратить хаос и создать стабильное постконфликтное государство, его лидеры призвали сохранить государственные институты, одновременно работая с различными сирийскими общинами.

## Военные действия
«Штаб операций на юге» считается координатором наступления на юге Сирии. ШОЮ с помощью других местных оппозиционных группировок захватил город Даръа и небольшие города вокруг него после вывода сирийских вооруженных сил и проасадовских иранских вооруженных группировок. ШОЮ также заявил, что взял под полный контроль район Даръа и начал прочесывать его окрестности, а также обеспечивать безопасность его учреждений и правительственных учреждений.
7 декабря 2024 года представитель ШОЮ объявил о своих планах продвижения к Дамаску, заявив: «Наша цель — Дамаск, а место нашей встречи — площадь Омейядов». В тот же день командующий повстанцев на юге Сирии Хасан Абдель Гани заявил, что «наши силы приступили к осуществлению заключительной фазы окружения столицы Дамаска».